# Steve Young
Jon Steven Young (* 11. Oktober 1961 in Salt Lake City, Utah) ist ein ehemaliger American-Football-Spieler auf der Position des Quarterbacks. Er spielte für die Tampa Bay Buccaneers und die San Francisco 49ers in der National Football League (NFL). 2005 wurde er in die Pro Football Hall of Fame aufgenommen.

## College
Young spielte College Football unter Cheftrainer LaVell Edwards an der Brigham Young University (BYU), die nach Youngs Alturgroßvater Brigham Young, dem Propheten der Mormonen, benannt ist. 1982 ersetzte er Jim McMahon als Quarterback der Cougars und warf 1983 Pässe für 3.902 Yards Raumgewinn und 33 Touchdowns. Die Quote von 71,3 % angekommener Pässe war ein neuer NCAA-Rekord. In diesem Jahr wurde er Zweiter bei der Wahl zur Heisman Trophy, hinter Nebraskas Mike Rozier. Young beendete seine College-Karriere mit dem spielentscheidenden Touchdown beim 21:17-Sieg gegen die University of Missouri-Columbia im Holiday Bowl 1983.

## Profizeit

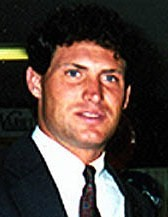
Steve Young, 1990

Young sollte in der ersten Runde des NFL-Drafts von den Cincinnati Bengals ausgewählt werden, unterschrieb jedoch stattdessen 1984 einen Vertrag bei den Los Angeles Express aus der neuen Konkurrenzliga United States Football League (USFL). Erst nachdem die Liga den Betrieb eingestellt hatte, kam er in die NFL, wo er 1985 und 1986 für die Tampa Bay Buccaneers spielte. Die Buccaneers waren ein nicht konkurrenzfähiges Team und gewannen jeweils nur zwei Spiele bei 14 Niederlagen. Young vermochte nicht zu überzeugen und improvisierte größtenteils mit Laufspielen. Er konnte als Starting-Quarterback nur drei Spiele gewinnen – bei 16 Niederlagen.
Die Buccaneers hatten den ersten Pick in der folgenden NFL Draft und der neue Trainer wollte Quarterback Vinny Testaverde auswählen; Young wurde daraufhin auf Betreiben des Head Coachs der San Francisco 49ers, Bill Walsh, für zwei Draft-Picks (Zweite und Vierte Runde: Winston Moss und Bruce Hill wurden ausgewählt) und eine Zahlung von einer Million Dollar zu den San Francisco 49ers getauscht. Young spielte bis zu seinem Karriereende, nach der Saison 1999, bei den 49ers.
Bei den 49ers war er lange Jahre nur zweiter Mann hinter Joe Montana und lieferte sich mit Montana eine intensive Rivalität um den Platz als Starter. In dieser Zeit gewann er als Reservist zwei Super Bowls, während die 49ers die NFL dominierten. Die Chance, zu einem anderen Team zu wechseln, lehnte Young mehrfach ab. Da Montana häufig verletzt war, kam Young immer wieder zu sporadischen Einsätzen.
Er bekam seine Chance, das Team dauerhaft anzuführen, jedoch erst, als Montana in einem Play-off-Spiel der Saison 1990 schwer am Ellenbogen verletzt wurde. Young übernahm und wurde nach der Saison 1992 zum Most Valuable Player (MVP) gewählt. Im Folgejahr begann Young aufgrund einer Handverletzung zunächst schwach, zeigte im weiteren Verlauf der Saison jedoch herausragende Leistungen. Am Ende der Saison hatte er einen Franchiserekord mit den meisten Passing Yards (4.023) gesetzt. Dennoch war Young lange nicht populär bei den Fans der 49ers, die dem vor der Saison 1993 zu den Kansas City Chiefs gewechselten Montana die Treue hielten und Young die Qualifikation absprachen, die 49ers zum Titel zu führen.
Einen persönlichen Triumph konnte Young dann 1994 erzielen, als er die 49ers im Super Bowl XXIX zum Sieg gegen die San Diego Chargers anführte. Im Spiel zeigte Young einen der dominantesten Auftritte überhaupt in der Geschichte des Super Bowls. Schon mit dem dritten Spielzug warf er einen Touchdownpass zu Jerry Rice, insgesamt warf er sechs Touchdownpässe, was ein neuer Super-Bowl-Rekord war. Vorheriger Rekordhalter, mit fünf Touchdownpässen, war Joe Montana. Nach dem Spiel wurde er als Super Bowl MVP ausgezeichnet.
Zwischen 1992 und 1997 führte Young die NFL jeweils in den meisten relevanten statistischen Kategorien an, u. a. führte er am Ende der Saison fünfmal im Quarterback Rating. Jedoch scheiterten die durch zahlreiche Abgänge geschwächten 49ers in den Jahren nach ihrem Sieg im Super Bowl in den Play-offs jedes Mal an den Green Bay Packers. Erst in der Saison 1998 gelang es Young, gegen Green Bay zum ersten Mal zu gewinnen; acht Sekunden vor Spielende im Wildcard-Play-off-Spiel warf er einen Touchdownpass zu Terrell Owens, der sofort – in Anlehnung an "The Catch", den Touchdownpass von Joe Montana zu Dwight Clark in der Saison 1981 – "The Catch II" getauft wurde. Jedoch schieden die durch viele Verletzungen geschwächten 49ers im folgenden Spiel gegen die Atlanta Falcons aus. In der Regular Season hatte Young einen neuen Franchiserekord mit den meisten geworfenen Yards (4.170) aufgestellt.
In der Folgesaison verletzte sich Young im dritten Spiel gegen die Arizona Cardinals schwer und bestritt fortan kein einziges Spiel mehr, sondern trat nach der Saison vom aktiven Sport zurück. Hauptsächlich beendete Young seine Karriere aufgrund einer schweren Gehirnerschütterung, die er sich im Spiel gegen die Cardinals zugezogen hatte – seine vierte in drei Jahren und seine zweite schwere in der Saison.
Young gewann 92 Spiele als Starter für die 49ers und verlor nur 33, womit er insgesamt eine Bilanz von 95 Siegen zu 49 Niederlagen hält. Sein Quarterback Rating über seine gesamte Karriere war bei seinem Rücktritt das höchste der NFL-Geschichte. Young erhielt zweimal den Bert Bell Award. Am 5. Februar 2005 wurde Young in die Pro Football Hall of Fame gewählt und am 7. August desselben Jahres darin aufgenommen. Er war der erste linkshändige Quarterback, der dies erreichte. Young gilt zudem als einer der Quarterbacks, die auch im Laufspiel gut waren, weswegen seine Trainer jahrelang gedrängt wurden, ihn zum Runningback umzuschulen. Mit seinem bevorzugten Wide Receiver, Jerry Rice, stellte er zahlreiche Rekorde auf; die Zahl von 85 Touchdownpässen wurde erst von Peyton Manning und Marvin Harrison übertroffen. Seine Rückennummer 8 wird bei den 49ers nicht mehr vergeben.
Seit dem Ende seiner aktiven Laufbahn arbeitet Young als Analyst für Footballspiele für den TV-Sender ESPN. Er wurde Mitgründer und Teilhaber der Investmentfirma HGGC sowie Vorstand der Firma Serena Software.

## Sonstiges
Steve Young ist ein direkter Nachfahre von Brigham Young, dem zweiten Präsidenten und Propheten der Kirche Jesu Christi der Heiligen der Letzten Tage („Mormonen“). Bei der Eröffnungszeremonie der Olympischen Spiele 2002 in Salt Lake City trug Young das Schild für Großbritannien.